# New Carlisle (Indiana)
New Carlisle est une municipalité située dans le comté de Saint Joseph, dans l’État de l'Indiana, aux États-Unis. Lors du recensement de 2020, elle comptait 1 891 habitants.